# Lamine Koné
Pour les articles homonymes, voir Koné.
Lamine Koné, né le 1er février 1989 à Paris, est un footballeur international ivoirien qui joue au poste de défenseur au Mans Football Club.

## Biographie
Lamine Koné prend sa première licence de football au Stade Olympique de Paris (SOP) club du 13e arrondissement de Paris, quartier où il a grandi. Très vite ses qualités de vitesse et son incroyable frappe de balle font de lui l'un des meilleurs espoirs du club. Il commence sa carrière professionnelle en 2006 à Châteauroux. Il y joue 82 matchs en quatre saisons pour le club berrichon. 
À l'été 2010, il est transféré au FC Lorient. En deux saisons, il joue 35 matchs. Pendant une bonne partie de la saison 2011-2012, il est titulaire en défense centrale, soit pour pallier l'absence de Grégory Bourillon, longtemps blessé, ou celle de Bruno Ecuele Manga, parti à la CAN 2012 et dispute ainsi 21 rencontres de championnat. Il s'impose un peu plus dans l'équipe la saison suivante (32 rencontres). En concurrence avec Ecuele Manga et Lautoa en charnière centrale, il dispose de moins de temps de jeu lorsque les deux sont disponibles (2013-2014, 19 matches).
Au cours de la saison 2014-2015, devenu titulaire en défense centrale à la suite du départ de son partenaire Ecuele Manga, il dispute son 100e match de Ligue 1 face au Paris SG lors de la 30e journée de championnat. Lors de la saison 2015-2016, la longue indisponibilité de Lautoa le conforte en charnière centrale. Au mercato d'hiver 2015, il se rend à Sunderland pour finaliser son transfert mais les négociations échouent dans un premier temps avant de connaitre un dénouement plus heureux deux semaines plus tard, contre une indemnité proche de 6,5 millions d'euros,.
Pour ses débuts en Premier League, il affronte de prestigieux adversaires, Manchester City (défaite 0-1), Liverpool (2-2) puis Manchester United. Contre ces derniers, son coup de tête pousse David De Gea à marquer contre son camp et offre la victoire 2 buts à 1 aux Black Cats. Le 11 mai 2016, il inscrit ses premiers buts en terre anglaise d'un doublé lors de la réception d'Everton, pour une victoire 3 à 0, et assure le maintien du club en première division.
À la suite de la relégation de Sunderland en League One à la fin de la saison 2017-2018, Lamine Koné est prêté un an au RC Strasbourg par le club anglais, jusqu'en juin 2019 . Il y remporte la Coupe de la Ligue.
À la suite de son prêt, il rejoint définitivement le club en juin 2019 pour une somme avoisinant les 1,5 million d'euros, y paraphant un contrat de deux ans. Il commence sa saison en participant à ses premières rencontres européennes. Il débute titulaire les six tours préliminaires du club alsacien qui remporte ses deux premiers tours face au Maccabi Haïfa et Lokomotiv Plovdiv avant de s'incliner face à Francfort (1-0 et 0-3) lors du barrage précédant la phase de poules de la Ligue Europa.
Face à la concurrence de Mitrović, Simakan et Djiku, son temps de jeu diminue lors de la saison 2020-2021, n'étant titulaire qu'à 12 reprises. Au terme de celle-ci, il fait le choix de ne pas prolonger son contrat avec le RCSA, souhaitant connaître une nouvelle aventure à l'étranger.
Le 8 novembre 2021, il signe dans le club suisse, le Lausanne-Sport.

## Carrière
| Saison                | Club                  | Championnat           | Championnat | Championnat | Championnat | Coupe nationale | Coupe nationale | Coupe nationale | Coupe de la Ligue | Coupe de la Ligue | Coupe de la Ligue | Compétition(s) continentale(s) | Compétition(s) continentale(s) | Compétition(s) continentale(s) | Compétition(s) continentale(s) | Total | Total | Total |
| Saison                | Club                  | Division              | M.          | B.          | P.d.        | M.              | B.              | P.d.            | M.                | B.                | P.d.              | Comp.                          | M.                             | B.                             | P.d.                           | M.    | B.    | P.d.  |
| 2006-2007             | LB Châteauroux        | Ligue 2               | 5           | 0           | 0           | -               | -               | -               | -                 | -                 | -                 | -                              | -                              | -                              | -                              | 5     | 0     | 0     |
| 2007-2008             | LB Châteauroux        | Ligue 2               | 16          | 0           | 0           | -               | -               | -               | -                 | -                 | -                 | -                              | -                              | -                              | -                              | 16    | 0     | 0     |
| 2008-2009             | LB Châteauroux        | Ligue 2               | 27          | 1           | 0           | -               | -               | -               | 3                 | 0                 | 0                 | -                              | -                              | -                              | -                              | 30    | 1     | 0     |
| 2009-2010             | LB Châteauroux        | Ligue 2               | 26          | 3           | 0           | -               | -               | -               | 1                 | 0                 | 0                 | -                              | -                              | -                              | -                              | 27    | 3     | 0     |
| Sous-total            | Sous-total            | Sous-total            | 74          | 4           | 0           | 0               | 0               | 0               | 4                 | 0                 | 0                 | -                              | 0                              | 0                              | 0                              | 78    | 4     | 0     |
| 2010-2011             | FC Lorient            | Ligue 1               | 7           | 1           | 0           | 2               | 0               | 0               | -                 | -                 | -                 | -                              | -                              | -                              | -                              | 9     | 1     | 0     |
| 2011-2012             | FC Lorient            | Ligue 1               | 21          | 1           | 0           | 1               | 0               | 0               | 4                 | 0                 | 0                 | -                              | -                              | -                              | -                              | 26    | 1     | 0     |
| 2012-2013             | FC Lorient            | Ligue 1               | 32          | 3           | 1           | 1               | 0               | 0               | 1                 | 0                 | 0                 | -                              | -                              | -                              | -                              | 34    | 3     | 1     |
| 2013-2014             | FC Lorient            | Ligue 1               | 18          | 1           | 0           | -               | -               | -               | 1                 | 0                 | 0                 | -                              | -                              | -                              | -                              | 19    | 1     | 0     |
| 2014-2015             | FC Lorient            | Ligue 1               | 30          | 1           | 1           | -               | -               | -               | 1                 | 0                 | 0                 | -                              | -                              | -                              | -                              | 31    | 1     | 1     |
| 2015-2016             | FC Lorient            | Ligue 1               | 18          | 0           | 0           | 1               | 0               | 0               | 1                 | 0                 | 0                 | -                              | -                              | -                              | -                              | 20    | 0     | 0     |
| Sous-total            | Sous-total            | Sous-total            | 126         | 7           | 2           | 5               | 0               | 0               | 8                 | 0                 | 0                 | -                              | 0                              | 0                              | 0                              | 139   | 7     | 2     |
| 2015-2016             | Sunderland AFC        | Premier League        | 15          | 2           | 1           | -               | -               | -               | -                 | -                 | -                 | -                              | -                              | -                              | -                              | 15    | 2     | 1     |
| 2016-2017             | Sunderland AFC        | Premier League        | 30          | 1           | 0           | -               | -               | -               | 1                 | 0                 | 0                 | -                              | -                              | -                              | -                              | 31    | 1     | 0     |
| 2017-2018             | Sunderland AFC        | Championship          | 24          | 0           | 0           | -               | -               | -               | 2                 | 0                 | 0                 | -                              | -                              | -                              | -                              | 26    | 0     | 0     |
| Sous-total            | Sous-total            | Sous-total            | 69          | 3           | 1           | 0               | 0               | 0               | 3                 | 0                 | 0                 | -                              | 0                              | 0                              | 0                              | 72    | 3     | 1     |
| 2018-2019             | RC Strasbourg (prêt)  | Ligue 1               | 27          | 1           | 1           | 1               | 0               | 0               | 4                 | 1                 | 0                 | -                              | -                              | -                              | -                              | 32    | 2     | 1     |
| 2019-2020             | RC Strasbourg         | Ligue 1               | 18          | 1           | 0           | 2               | 0               | 0               | 1                 | 0                 | 0                 | C3                             | 6                              | 0                              | 0                              | 27    | 1     | 0     |
| 2020-2021             | RC Strasbourg         | Ligue 1               | 15          | 1           | 0           | 1               | 0               | 0               | -                 | -                 | -                 | -                              | -                              | -                              | -                              | 16    | 1     | 0     |
| Sous-total            | Sous-total            | Sous-total            | 60          | 3           | 1           | 4               | 0               | 0               | 5                 | 1                 | 0                 | -                              | 6                              | 0                              | 0                              | 75    | 4     | 1     |
| Total sur la carrière | Total sur la carrière | Total sur la carrière | 329         | 17          | 3           | 6               | 0               | 0               | 20                | 1                 | 0                 | -                              | 6                              | 0                              | 0                              | 361   | 18    | 3     |

## Équipe de France
En 2010, Lamine Koné participe au tournoi de Toulon avec l'équipe de France des moins de 20 ans, cependant il indiquera après le tournoi ne pas renoncer à jouer pour son pays d'origine, la Côte d'Ivoire.

## Palmarès
- RC Strasbourg
  - Vainqueur de la Coupe de la Ligue en 2019.